# Municipio de Nahma
El municipio de Nahma (en inglés: Nahma Township) es un municipio ubicado en el condado de Delta en el estado estadounidense de Míchigan. En el año 2010 tenía una población de 495 habitantes y una densidad poblacional de 1,01 personas por km².

## Geografía
El municipio de Nahma se encuentra ubicado en las coordenadas 45°58′11″N 86°43′12″O / 45.96972, -86.72000. Según la Oficina del Censo de los Estados Unidos, el municipio tiene una superficie total de 489.12 km², de la cual 430,89 km² corresponden a tierra firme y (11,9 %) 58,22 km² es agua.

## Demografía
Según el censo de 2010, había 495 personas residiendo en el municipio de Nahma. La densidad de población era de 1,01 hab./km². De los 495 habitantes, el municipio de Nahma estaba compuesto por el 95,76 % blancos, el 0,2 % eran afroamericanos, el 3,43 % eran amerindios, el 0,4 % eran de otras razas y el 0,2 % eran de una mezcla de razas. Del total de la población el 0,2 % eran hispanos o latinos de cualquier raza.